# Đại Hồ

Vị trí tại Miêu Lật

Đại Hồ (tiếng Trung: 大湖鄉; bính âm: Dàhú Xiāng) là một hương (xã) của huyện Miêu Lật, tỉnh Đài Loan, Trung Hoa Dân Quốc (Đài Loan). Hương có khí hậu ôn hòa và không có các cơn mưa nặng hạt cho nên đã phát triển thành vùng trồng dâu tây nổi tiếng nhất tại Đài Loan. Tổng diện tích của hương là 90,8392 km², dân số vào tháng 8 năm 2011 là 15.967 người thuộc 5.343 hộ gia đình, mật độ cư trú đạt 175,8 người/km²